# Linda Andersen
Linda Andersen (Tønsberg, 15 de junho de 1969) é uma velejadora norueguesa, campeã olímpica. Ela competiu nos Jogos Olímpicos de Verão de 1992 na classe Europe e conquistou a medalha de ouro, tendo vencido duas das oito regatas disputadas.
Ela obteve medalhas de prata no Campeonato Mundial Europeu em 1988 e 1989. Além disso, conseguiu ouro em 1991 e bronze em 1992. Também competiu nos Jogos Olímpicos de Verão de 1996 em Atlanta na classe 470.